# Comité Olímpico Monegasco
El Comité Olímpico Monegasco (en francés: Comité Olympique Monégasque) es el Comité Olímpico Nacional que representa a Mónaco.